# Gastronomía de la provincia de Zamora

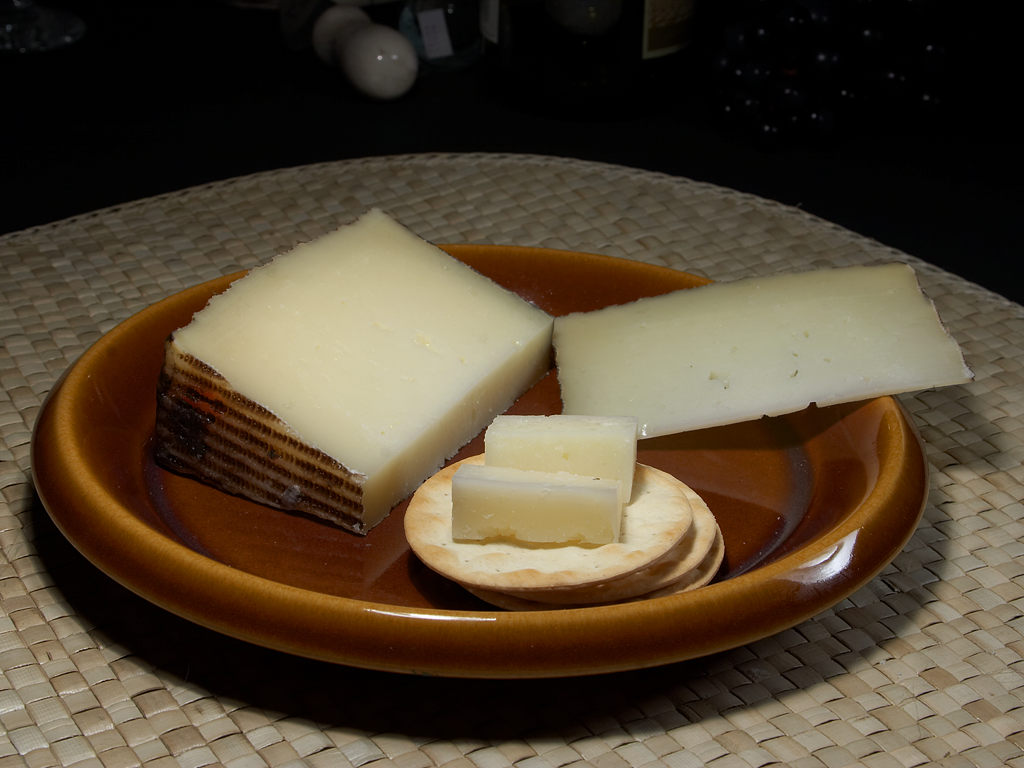
El queso zamorano representa una de las tradiciones pastoriles de la zona.

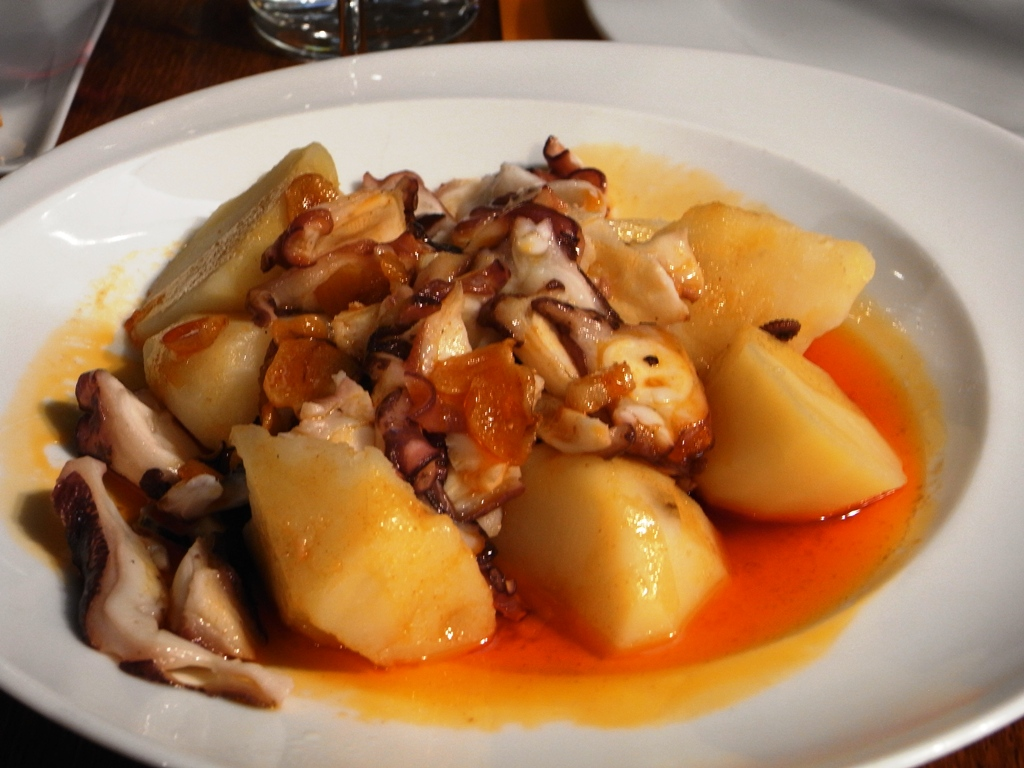
Pulpo a la sanabresa.

La gastronomía de Zamora corresponde a las tradiciones y costumbres culinarias de la provincia de Zamora, en la comunidad autónoma de Castilla y León, España. 
La gastronomía de esta tierra viene definida por la personalidad propia de su territorio y gentes, siendo un elemento diferenciador de su propia identidad. La provincia de Zamora ha sido una tierra esencialmente ganadera con una importante contribución agrícola, por ello es pilar fundamental de la misma sus productos autóctonos, naturales y de primera calidad. Algunos platos se han convertido en verdaderos referentes de la gastronomía zamorana, por su permanencia secular en el recetario popular y por su vinculación a su zona de origen. 
El arroz a la zamorana, el bacalao a la tranca, la ternera de Aliste y el pulpo o la trucha a la sanabresa conforman el grupo de referencia de más sólida consistencia en su afamado recetario. Junto a estos, existe un amplio abanico de productos distribuidos por pueblos y comarcas, a los que la propia toponimia ayuda a ‘apellidar’, cuando se trata de identificar otras recetas clásicas: garbanzos de Fuentesaúco, habones de Sanabria, jabalí al tinto de Toro, pimientos de Benavente, pichones de Tierra de Campos, queso y chorizo zamorano, fiyuelas de Aliste, tarta del Císter, cañas a la zamorana o el rebojo zamorano. Recetas que hacen referencia a cultivos o ingredientes tradicionales y a ese pasado agrícola y ganadero que hoy desemboca en el compromiso de sus gentes por el mantenimiento y consumo de los productos de calidad de esta tierra.
En general se caracteriza por la mezcla de la sencillez en los ingredientes y la abundancia y variedad de carnes. Los platos suelen tener un fuerte carácter artesanal y un origen humilde, mezcla de cocina pastoril y agricultora. El sello de identidad de la cocina zamorana se ve respaldada con la presencia de una amplia y variada carta de vinos de calidad, algunos de ellos amparados por alguna de las tres denominaciones de origen existentes en la provincia: Arribes, Tierra del Vino de Zamora y Toro. Incluso el pan, producto básico y de primera necesidad, adquiere en esta tierra su propia diferenciación gracias a la calidad de su harina, otro de sus productos protegidos con su propia marca de garantía. 
La identidad de la cocina zamorana, es vista por algunos como un equilibrio geográfico entre el oeste y el este provincial, la primera esencialmente ganadera y la segunda más vinculada a las labores agrícolas. Esta última, a su vez, dividida por el río Duero que separa la Tierra del Pan, al norte, vinculada a la producción de trigo y la Tierra del Vino, al sur, más especializada en las labores vitivinícolas.

## Historia

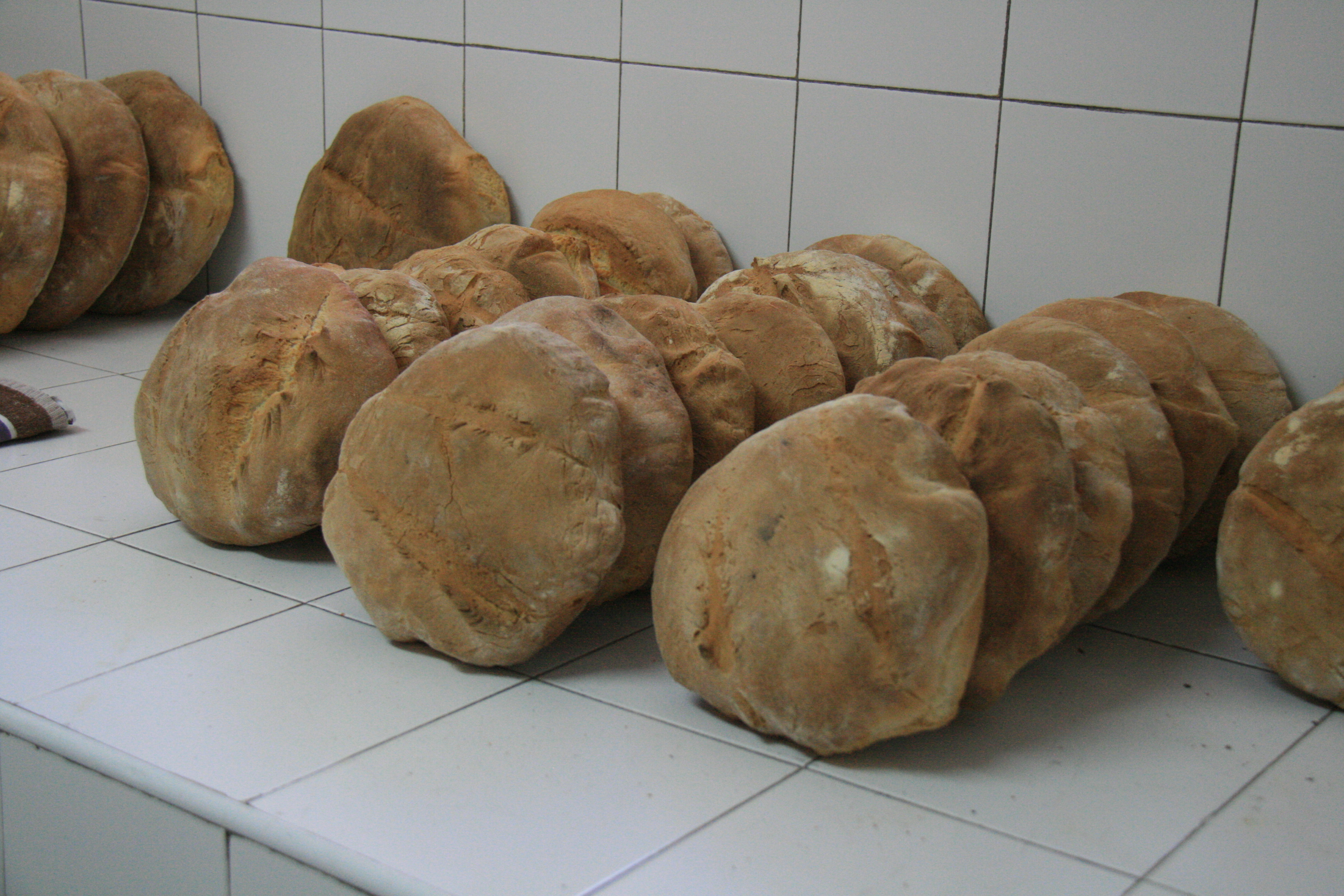
Hogaza de pan de Zamora

Pocas noticias hay de la cocina zamorana antes de los escritos Izaben Ahmed en 893 en los que se describen campos de olivares cerca de la ciudad (sigue existiendo un barrio denominado "Olivares"). En la actualidad la proliferación de estos árboles se ve algo más reducida, aunque la denominación olivares se emplea en la demarcación de algunos lugares. Tal y como ocurre en la historia culinaria de España, rara vez la escriben los anónimos cocineros y cocineras, son los lugares y las pequeñas crónicas las que definen su devenir. Un ejemplo de ello se encuentra en los derechos de pesca concedidos a monjes de San Martín de Castañeda en 952 por el rey Ordoño III de León, en ella se puede ver la afición por el pescado de río que ya existía en la comarca, ya en el siglo x. En su paso por la zona de Sanabria el arqueólogo español Ambrosio de Morales ya declara el abundante uso en la cocina del lugar de pescado y menciona la copiosa cantidad de truchas y barbos. Truchas que posteriormente se harían famosas en la culinaria española. De algunos platos zamoranos puede decirse que cobran fama en el siglo xix, un caso es el arroz a la zamorana
La tradición vitivinícola de Zamora y su popularidad ya se nota en la decisión que toma Colón en la ciudad de Salamanca cuando al hacer recuento logístico para su primer viaje a las Indias, ya decide incluir el vino de Toro en sus bodegas.

## Ingredientes

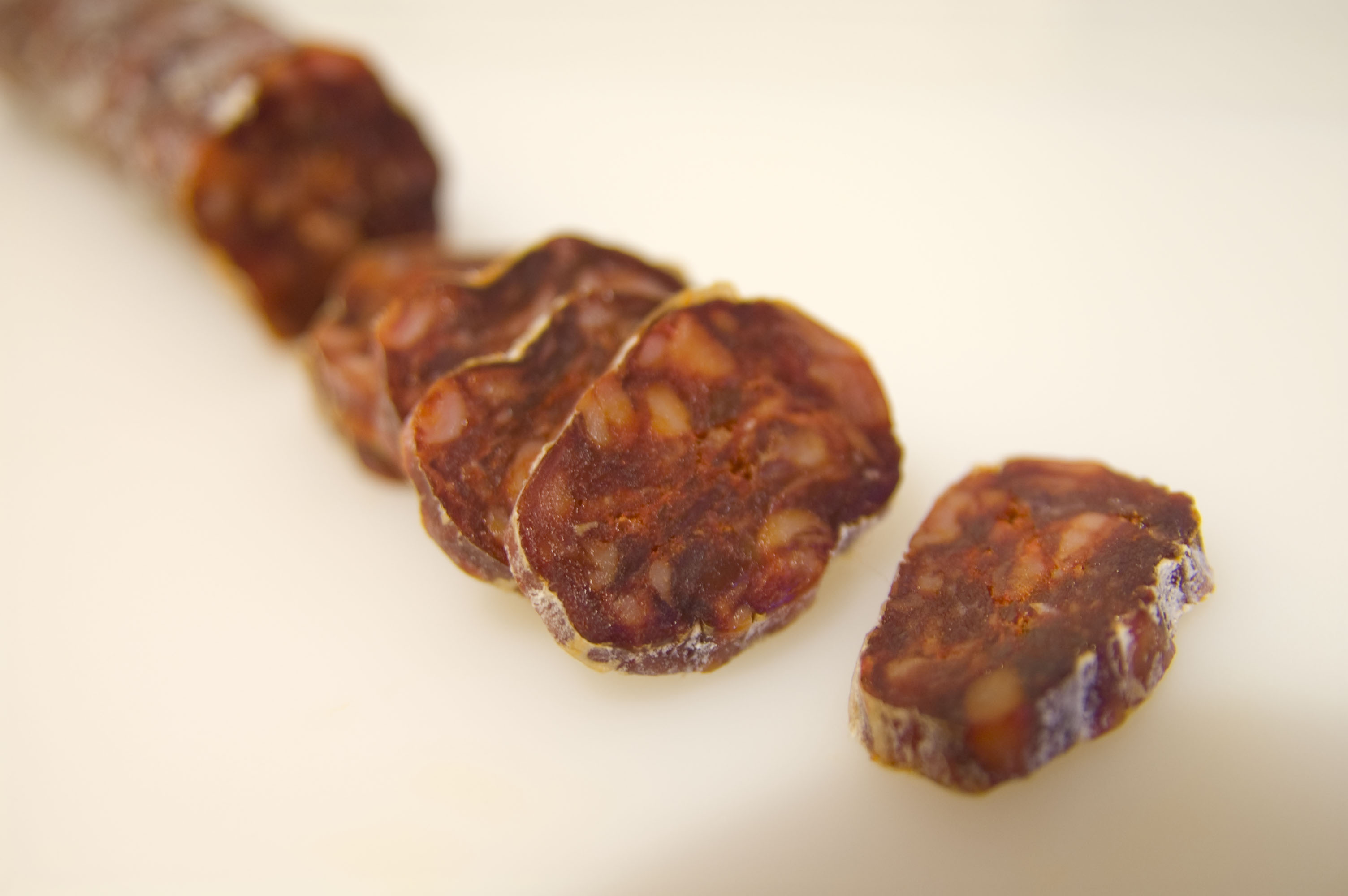
El Chorizo Zamorano es uno de los productos característicos de la provincia.

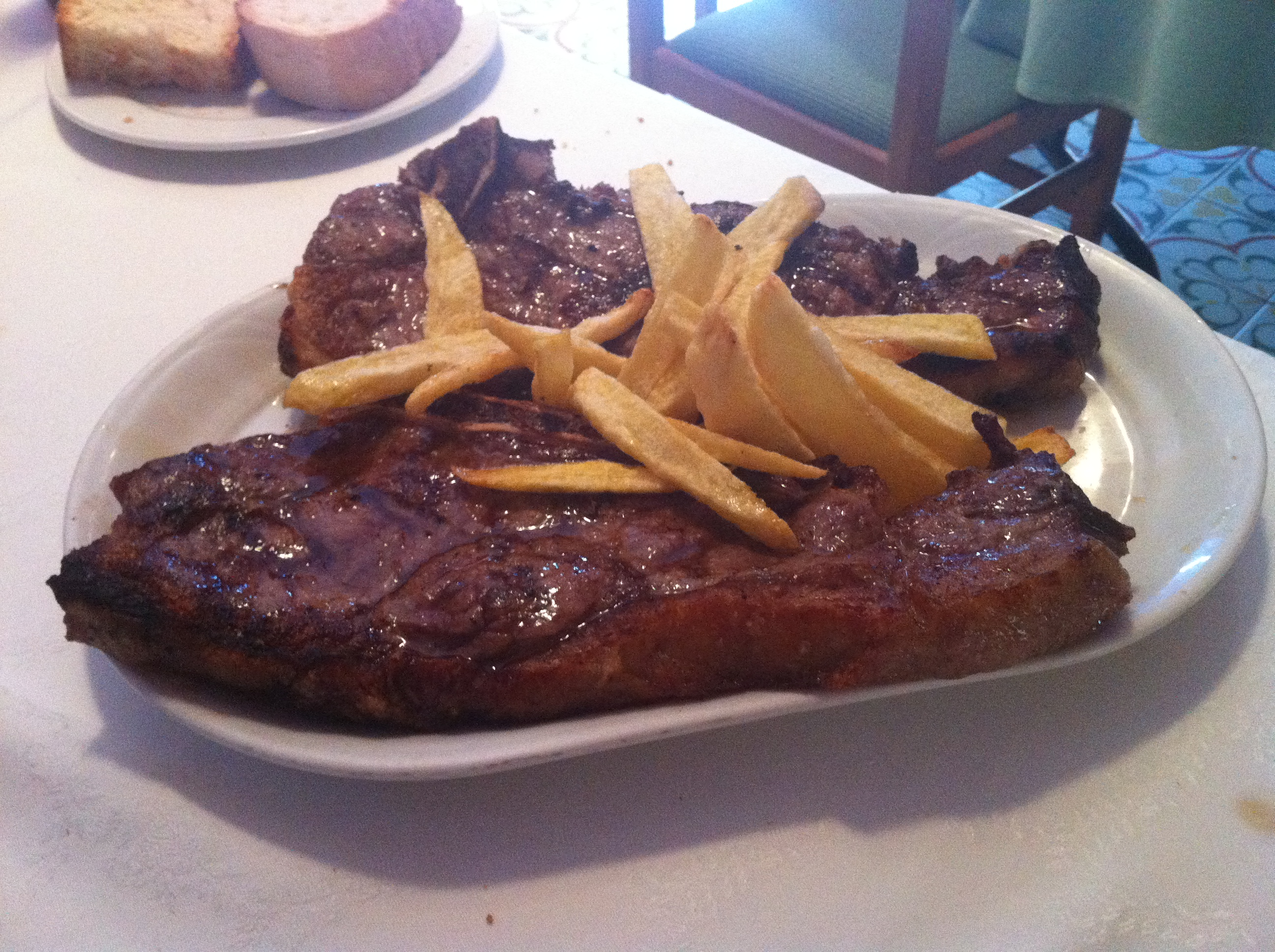
Chuletón alistano con guarnición de patatas.

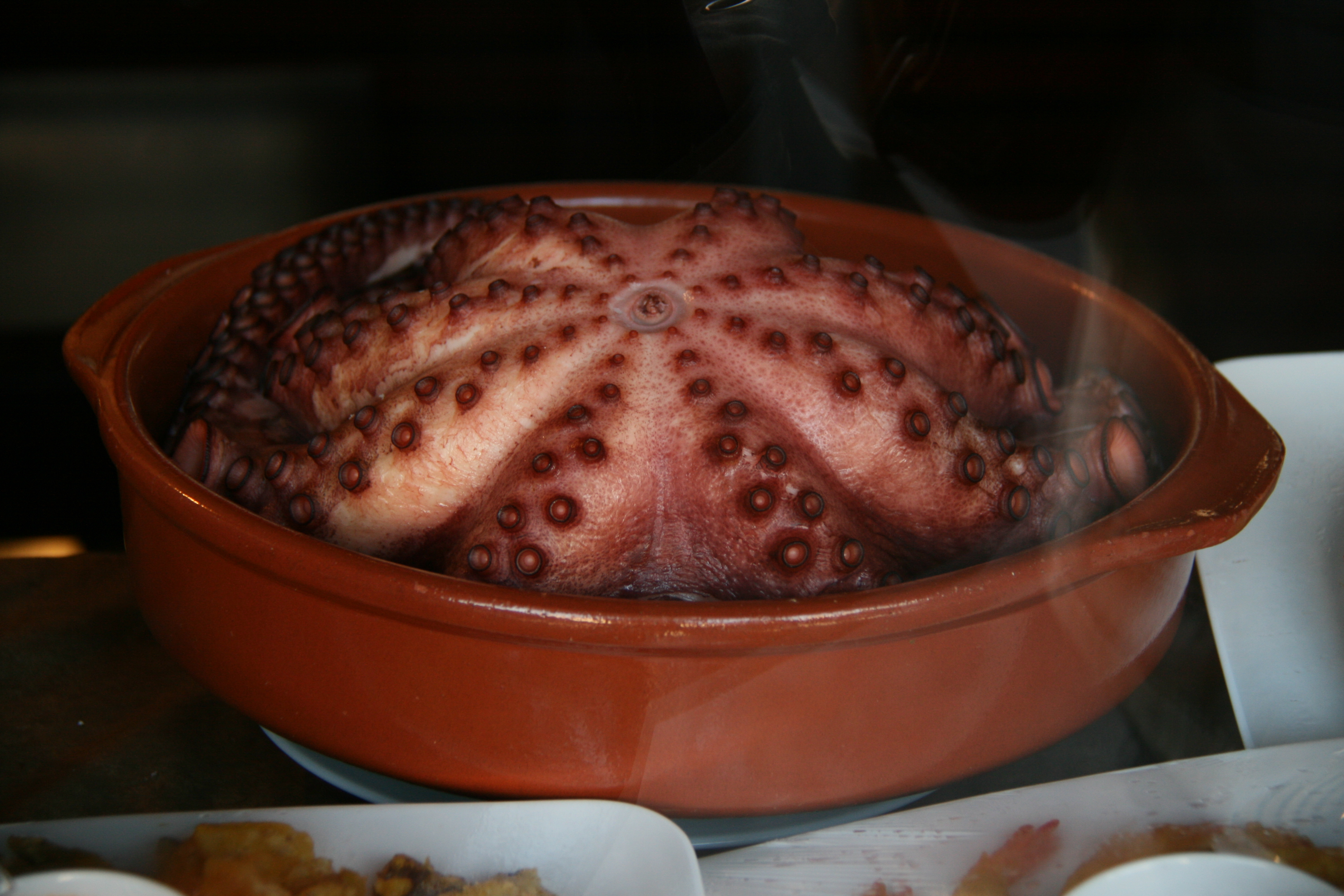
El pulpo que, siendo un producto costero, ha alcanzado una gran popularidad en Sanabria.

Los ingredientes de la cocina de la provincia de Zamora tienen una fuerte dependencia de su tradición ganadera, del cultivo de verduras, cereales, hortalizas y vid, y de su variedad gastronómica, incluyendo pescados y pulpo en varios de sus platos. Muchos de estos ingredientes, según temporada, pueden verse expuestos a diario en el Mercado de Abastos de Zamora. La ganadería y cuidado de diversos animales, como medio de subsistencia, produce alimentos que han marcado la cocina zamorana desde sus inicios. El río Duero divide la provincia en dos zonas: La denominada tierra del Pan y la Tierra del Vino.
Los ingredientes corresponden a los de una zona con gran afición por la ganadería: ovejas (Lechazo churro) y cabras y por la agricultura. Entre los productos destacados de esta actividad se encuentran los diversos platos preparados con carnes como puede ser el cordero, cabrito o cochinillo (denominado en la zona tostón) y del que se tiene el tostón a la zamorana, y el curioso tostón al golpe de estado (nombre puesto por un periodista zamorano: maestro Ferreras, director de El Correo), preparado e interrumpido cuando en 1874 el General Pavía acabó con la Primera República Española. Es frecuente que las carnes se suelan preparar en forma de asados en los que intervienen corderos lechales (crías de cuatro a cinco meses de edad). Los estofados y asados de cabrito, la carne de vacuno (cabe destacar la ternera de Aliste). Las presas de ternera.
Debido a la tradicional matanza del cerdo, costumbre muy arraigada en los entornos rurales antaño, los productos provenientes del cerdo son muy habituales en la culinaria zamorana tradicional. Son muy populares los embutidos elaborados de manera artesanal, y procedentes de la familiares matanzas del cerdo realizadas durante los periodos invernales y que poseen su sabor característico ahumado. Los chorizos (los chorizos de cagayones), las morcillas, el botillo, los farinatos. Algunas de las preparaciones se realizan exclusivamente en los periodos de matanza, de los que es posible mencionar las famosas chichas, el puchero de calducho (caldo procedente de la cocción de las morcillas y bodres) y los turriyones alistanos. En el terreno de la caza es frecuente el jabalí y el venado, y en el terreno de las aves es frecuente encontrar perdices. La tradición de elaboración de escabeches elaborados de diferentes ingredientes, pescado y carnes tiene un fuerte arraigo en algunas zonas de la provincia.
Los platos en forma de tapa han ido imponiéndose en la cocina zamorana, como pueden ser las mollejas, las cachuelas, los pinchos morunos, el dos y pingada, etc.

### Quesos

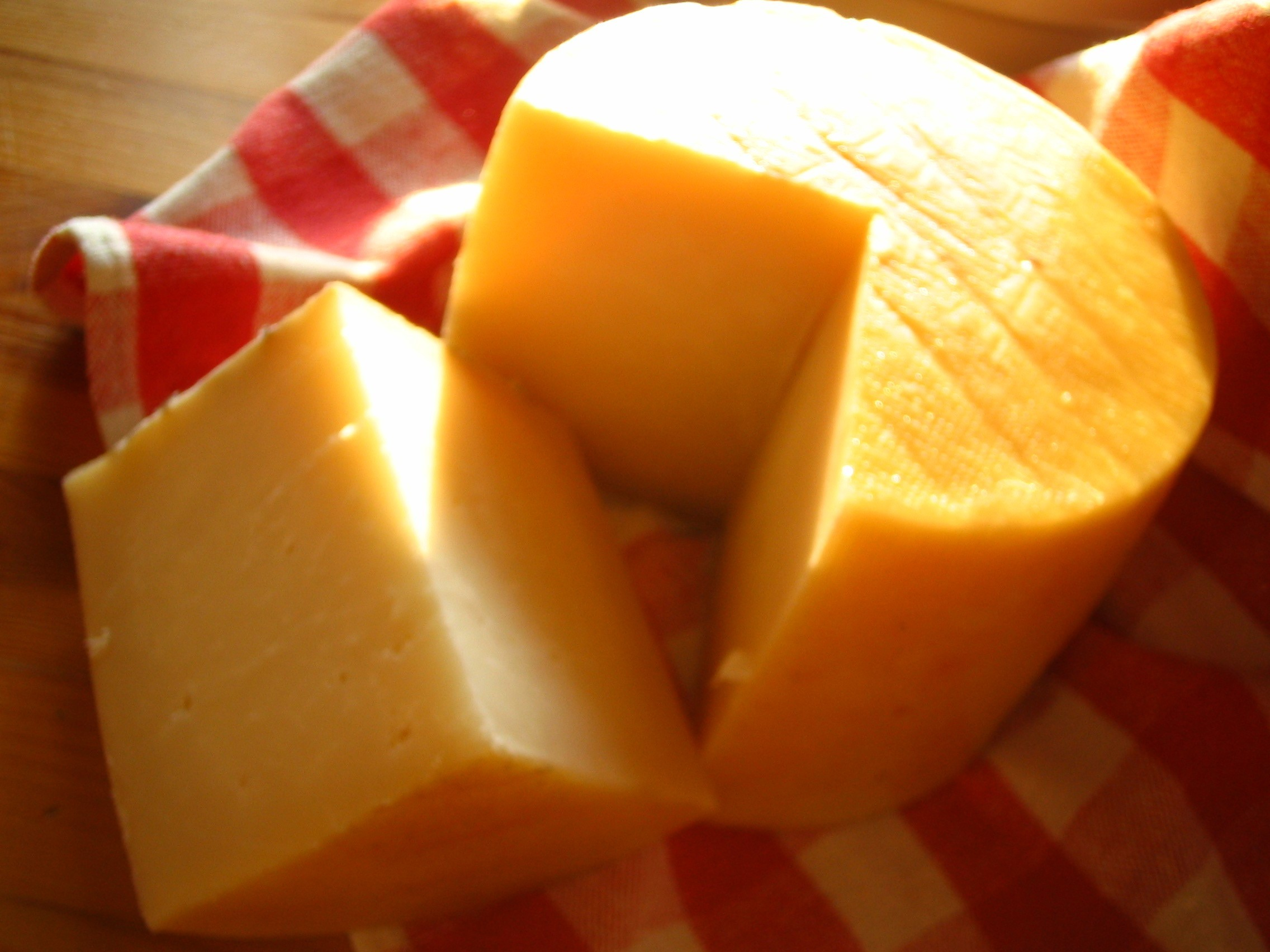
Queso de Zamora con su característica forma cilíndrica de caras planas

La tradición ganadera de esta tierra ha dado lugar al afamado queso zamorano, uno de los productos más representativos de la provincia de Zamora, y que en la actualidad cuenta con una denominación de origen propia. En la elaboración de los quesos se utiliza leche de oveja, de vaca o mezclas de ambas, sin embargo, los quesos protegidos bajo la denominación de origen se elaboran con leche de oveja de las razas churra, castellana y procedentes del primer cruce de madres de la raza churra y castellana. Los quesos suelen presentar la característica forma cilíndrica de caras planas, pero también es fácil encontrar otros formatos como el de rosca o incluso formatos más novedosos como la crema de queso.

### Pescados

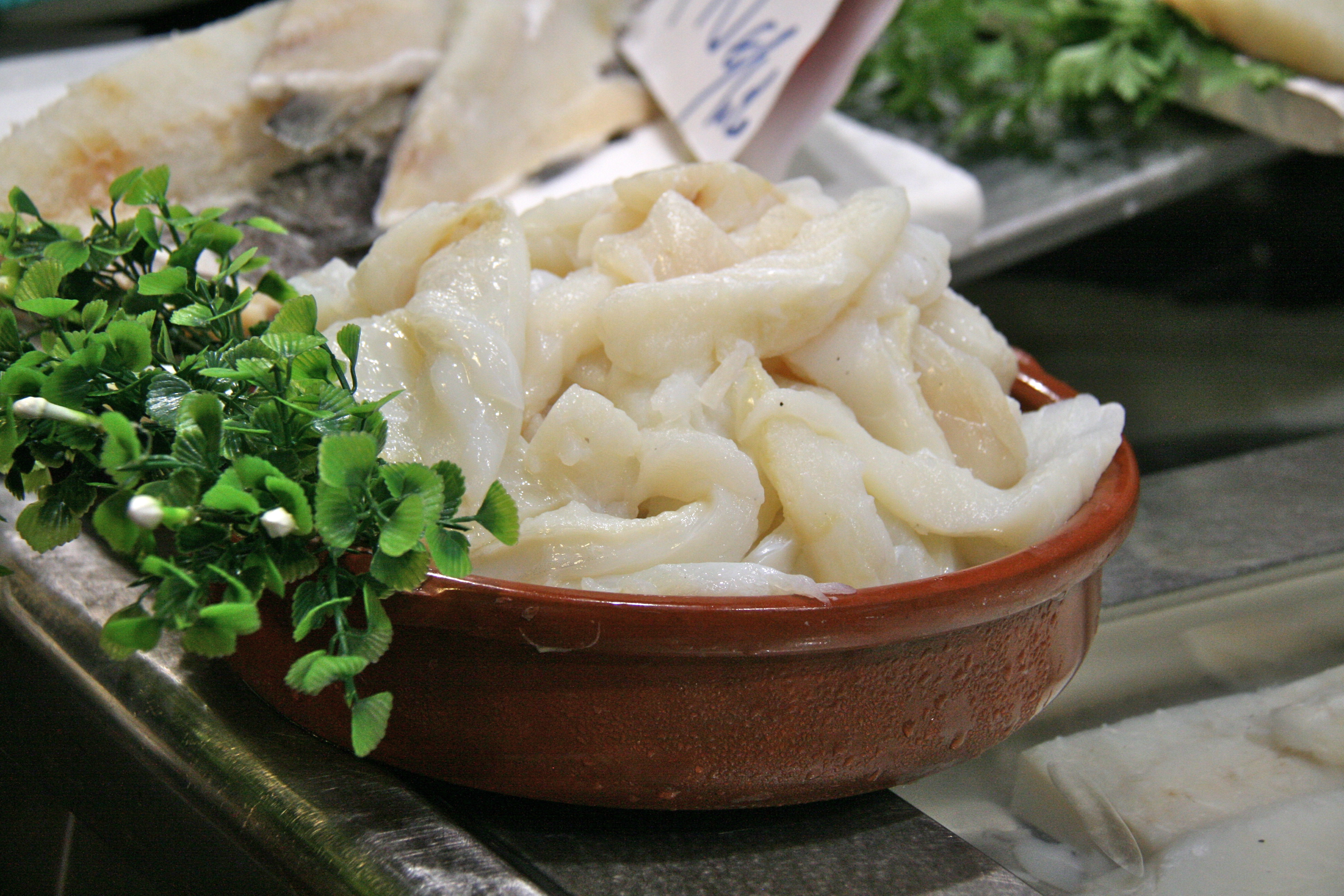
El bacalao en salazón con su cazuela, dos de los ingredientes del bacalao a lo tío.

Zamora no posee contacto con el mar, a pesar de ello incluye platos con pescados marítimos en su cocina. Existen ingredientes muy populares en la zona que son no-autóctonos como puede ser el bacalao en salazón en preparaciones como el bacalao a la tranca (típico de Sanabria o Toro), o el bacalao a lo tío, o incluso al ajo arriero, con patatas, o en potajes. El empleo y disfrute del bacalao como ingrediente en numerosas preparaciones zamoranas, comparte gustos con la vecina Portugal del que es muy aficionado. Tal y como se mencionó los escabeches son importantes en la gastronomía zamorana, ya desde el siglo xix era muy popular la lata de chicharros en escabeche.
El pulpo es muy habitual en las ferias (pulpo a la sanabresa) que forman parte de la tradición culinaria zamorana desde antiguo, pulpo que es traído de las costas gallegas. Es popular el pulpo a la sanabresa. Es popular el consumo de ancas de rana procedentes de las charcas y riachuelos de las zonas. Dentro de los pescados de río se tiene la famosa trucha a la sanabresa, que llamó la atención a Alejando Dumas en su viaje culinario a España. En preparaciones como las truchas en escabeche, dando lugar a los escabeches. Es curiosa la merluza a la toresana (merluza rellena con diferentes tipos de mariscos) y la merluza al ajo arriero. De la misma forma existen en la culinaria zamorana la existencia de otro otros pescados de río (capturados por pesca fluvial) como las carpas y las tencas, y los cangrejos de río.

### Verduras y cereales

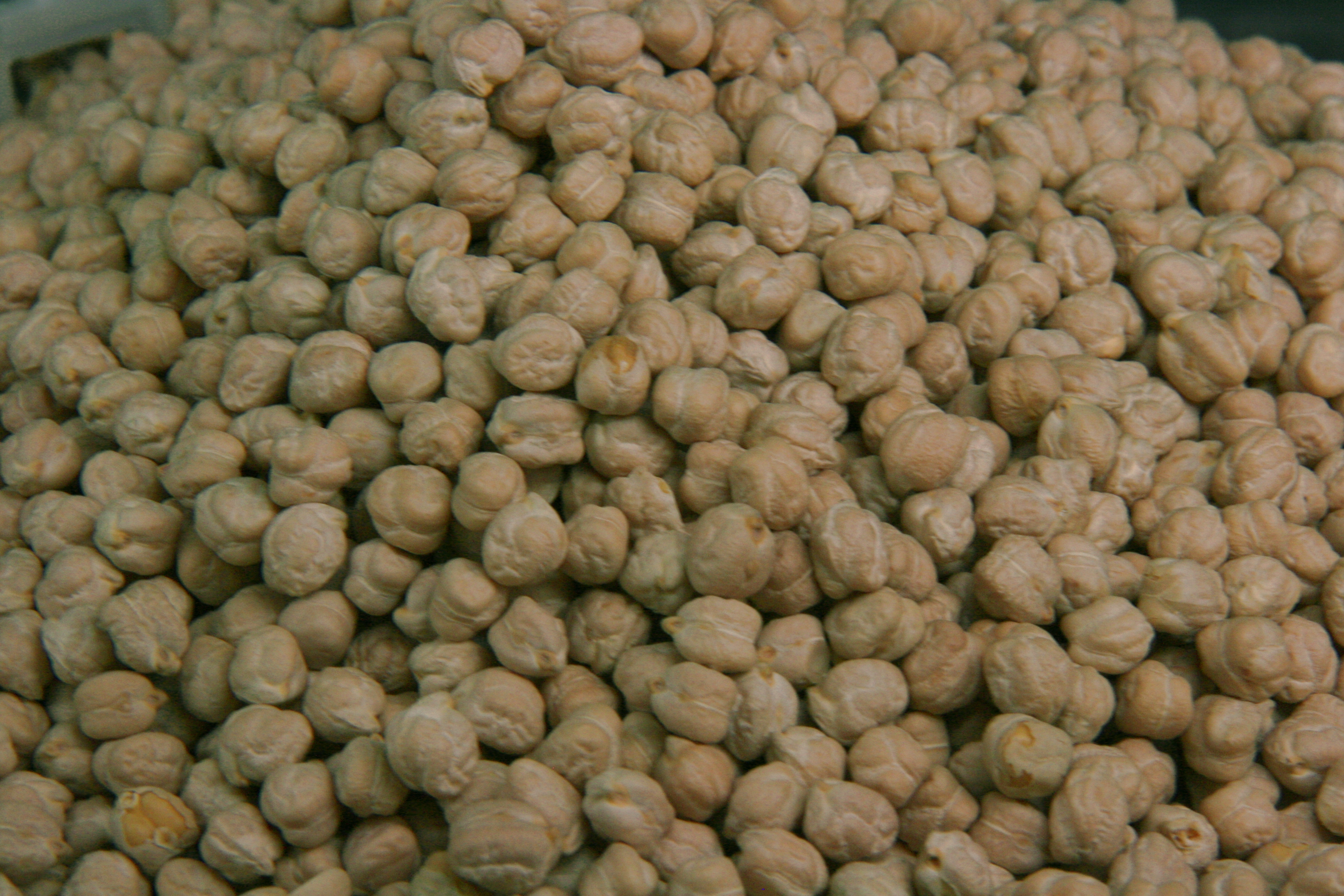
El garbanzo de Fuentesaúco, muy apreciado en los cocidos españoles.

El ajo está presente en casi todos los platos, se dedica varios días a la venta de este producto en forma de decorativas ristras de ajos muy habituales en las Ferias de San Pedro (29 de junio y días previos) en la capital zamorana así como en Toro. El cultivo es muy amplio en toda la provincia. Este ingrediente es típico en muchas preparaciones como la sopas de ajo durante la Semana Santa (Semana Santa en Zamora). Otro de los ingredientes que caracteriza a la culinaria zamorana y que está presente en muchas de sus preparaciones es el uso del pimentón. Son famosos los pimientos de los Valles de Benavente. En el sur y algunas zonas de Aliste se produce oliva, sobre todo en la zona de Fermoselle, pero su producción es menor a la habida en el pasado. Algunas de las frutas zamoranas se cultivan en las josas de la ribera del Duero. Asimismo, en la zona de los Arribes del Duero pueden encontrarse algunos naranjos.
El consumo de arroz da lugar a platos muy energéticos y populares como puede ser el arroz con bacalao o el popular arroz a la zamorana (elaborado con diversas partes del cerdo). Como legumbre es muy conocido el garbanzo de Fuentesaúco (muy popular en los cocidos y potajes de diversas partes de España), la denominación antigua de los cocheros finos, los cocheros blandos). De la misma forma, los fabones o habones de la zona de Sanabria. Entre los guisos típicos con alubias se encuentra la sanantonada (alubias con la oreja, rabo y cabeza). Las coles son abundantes en los meses de invierno, y es muy popular encontrarse la berza como ingrediente de los estofados zamoranos: como el cocido zamorano.
Cabe destacar en el empleo del cereal la elaboración del pan que da nombre a cierta región de la provincia de Zamora, como es la tierra del pan, en alguna época se elaboró pan de centeno, pero tras ello el pan arrollao de harina de candeal y el de hechura. Pan que se suele hacer en hornos de leña y que se denominaban como hogaza. En las vicarías de Alba y Aliste es costumbre llevar pan a un vecino en un canastillo con trozos de pan (pan bendito).

## Preparaciones regionales y por época
Existen diversas preparaciones dependiendo de las regiones de Zamora de la que se describa. Cada una de las regiones posee el mismo plato pero con ligeras variaciones dependiendo de los gustos y tradiciones de la región. Es frecuente que algunas de ellas se agrupen en festividades (como la Semana Santa) y acontecimientos familiares como la matanza del cerdo.

### La matanza del Cerdo

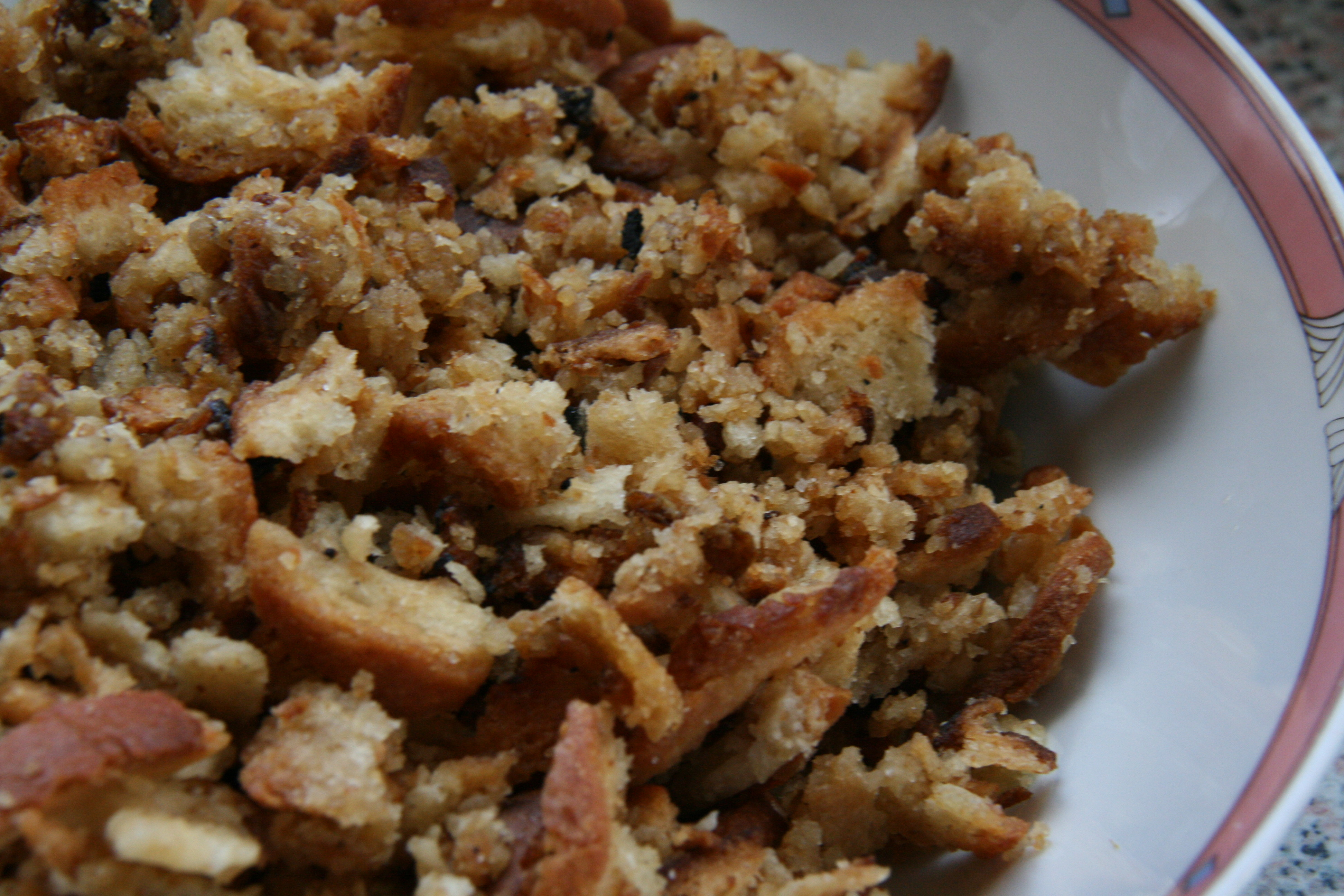
Turriyones alistanos (miga de hogaza con coscarrones).

La matanza ha devenido con los años en un ritual familiar realizado en las zonas rurales de la provincia. En los meses de invierno se reunían las familias y sacrificaban el cerdo procesando su carne y vísceras durante el periodo de tiempo que encierra tres días. En la actualidad ya casi no se realiza y ha ido desapareciendo poco a poco de los entornos rurales. Los productos directos de la matanza eran habitualmente los jamones y paletillas del animal, que se almacenaban tras haberse puesto en salazón. Los chorizos (elaborados con las chichas), las morcillas (realizadas con la sangre), los botillos (con los huesos), los coscarrones. La matanza daba lugar a otros platos que empleaban ingredientes de otra índole, ejemplos de ello se puede encontrar en la preparación de los turriyones como un plato típico de la comarca de Aliste y el hornazo.

### La gastronomía de Semana Santa
Es en la Semana Santa en la que la provincia de Zamora muestra sus más típicos platos de Cuaresma. Se mezcla de una forma especial las tradiciones religiosas con las culinarias. Platos solemnes como la chanfaina en La Hiniesta, los corderos del Santo, la sanantonada, los típicos habones de Sanabria, los escabeches de tencas, el pulpo, las sopas de ajo y los potajes. El arroz con leche en las fiestas parroquiales "sacramentales". Son frecuentes los puestos callejeros durante la época de procesiones con las almendras garrapiñadas. El domingo de Resurrección se suele celebrar con unas tostadas de pan (sofritas en la manteca frita), dos huevos fritos y magro de cerdo acompañado con vino (denominada Dos y Pingada).

### Tapas

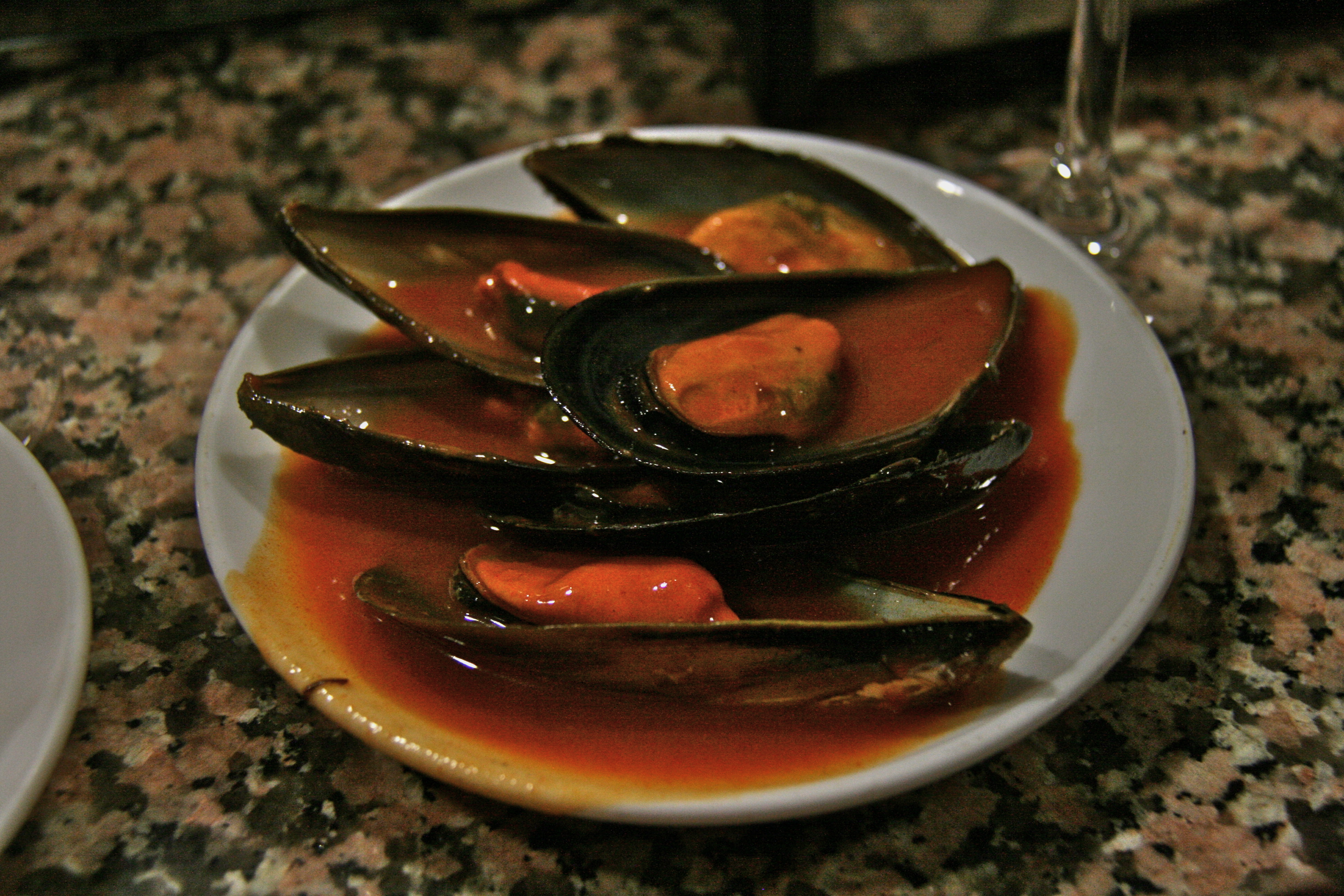
Unos mejillones con su salsa de pimentón (tiberios)

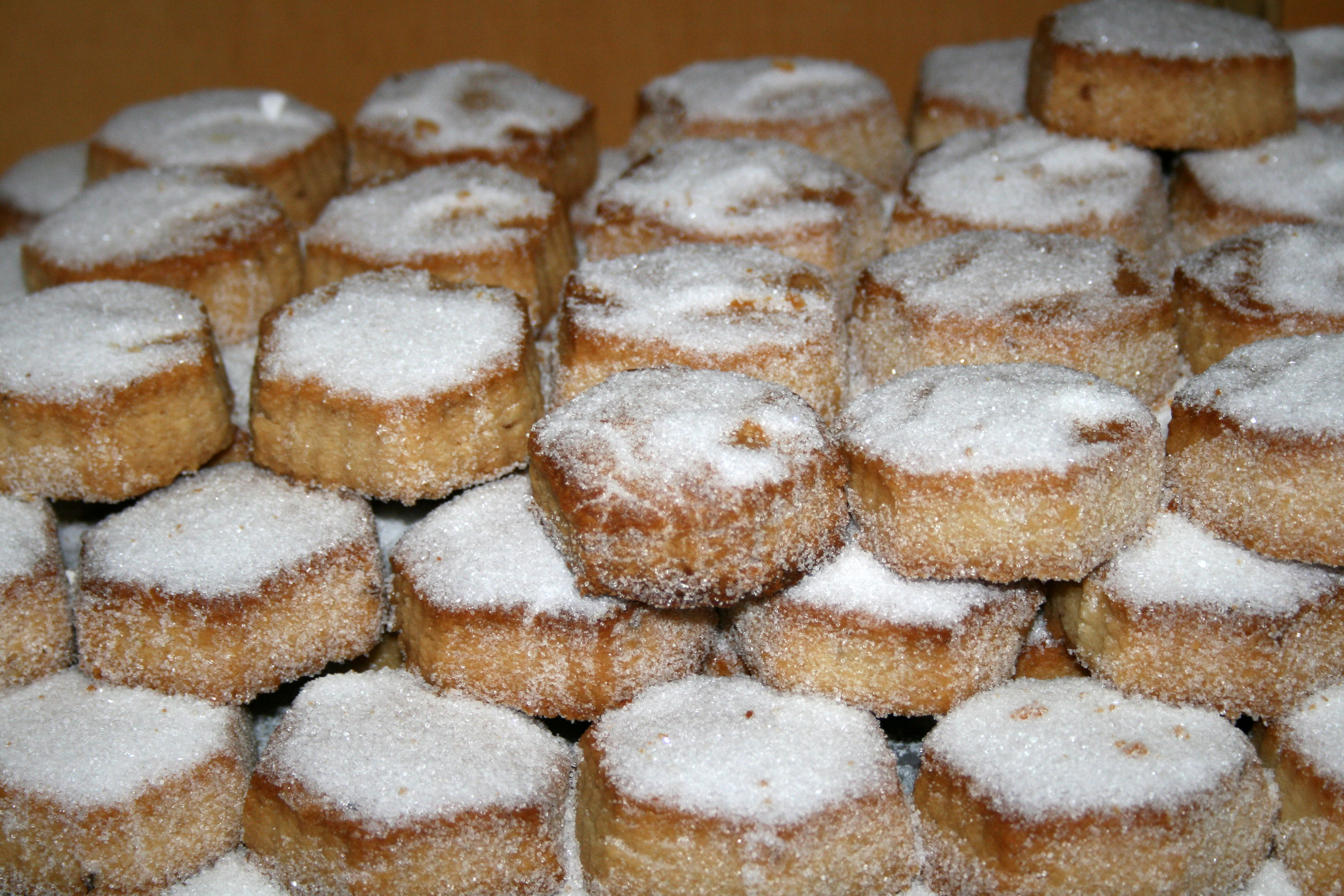
Típicas pastas zamoranas.

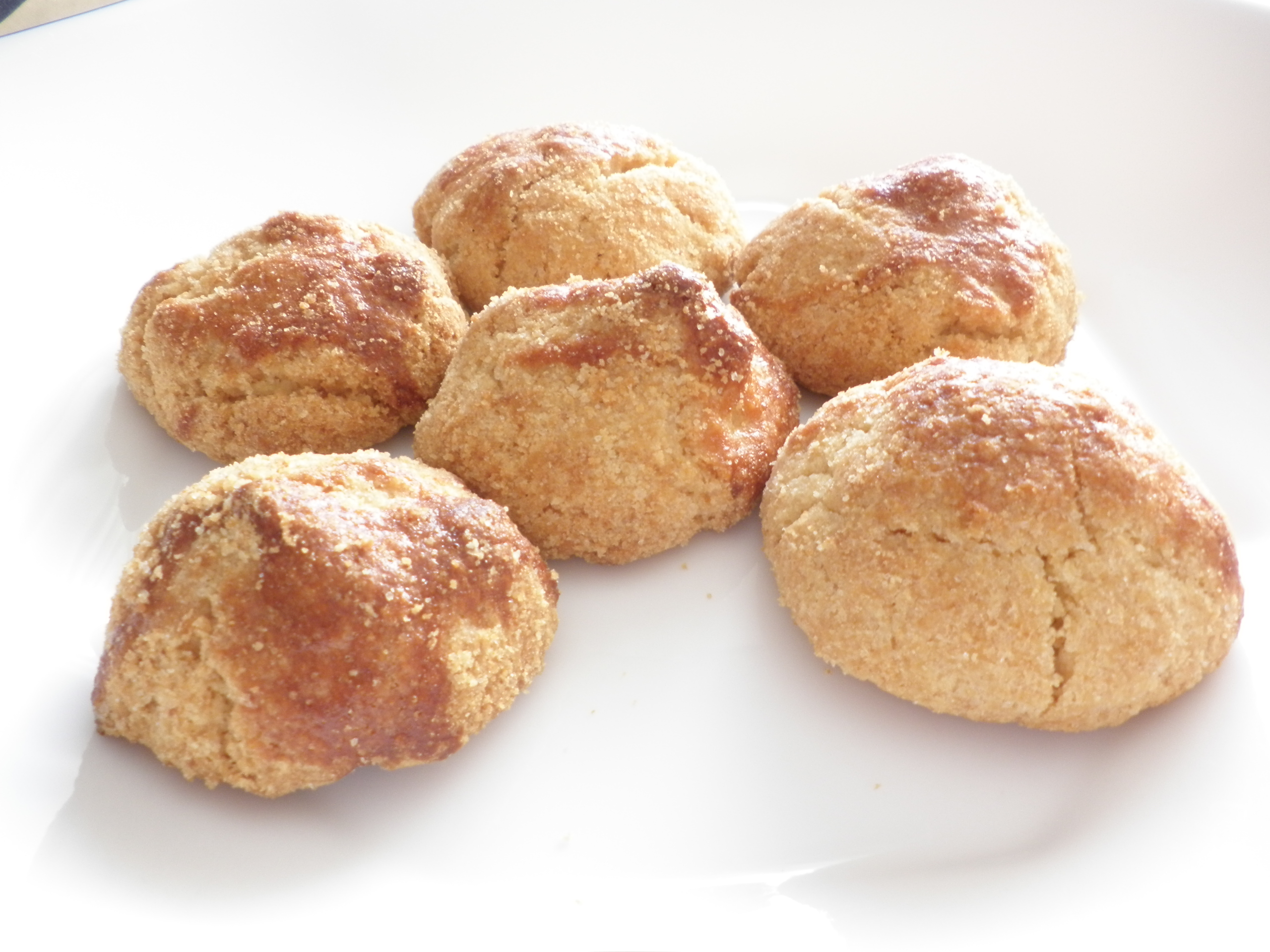
Aceitadas típicas de Zamora

Entre los platos de tapas más característicos entre los bares zamoranos se encuentra el pincho moruno, que se elabora con carne de cerdo asada al fuego y aliñada con salsa picante o sin ella. Los callos y la pata de ternera y el morro del cerdo (todo ello cocido también con salsa picante y pimentón). Son muy populares en la capital zamorana las perdices de mar y los tiberios (mejillones cocinados al vapor y condimentados con pimentón). Todo ello regado con vino de Toro.
La repostería zamorana posee las características típicas mezcla de la zonas leonesa y castellana, y en su carácter aparece un ingrediente esencial como es la harina de trigo. Se fundamenta principalmente en la elaboración de galletas y de mantecados de todo tipo, entre ellas se encuentran las aceitadas, el bollo maimón (bollo festivo), los empiñonados, los borrachos (bollo mojado en licor típico de Alcañices), la tarta del Císter (típica de Benavente elaborada con almendras y huevo hilado), los rebojos, los huesos de santo, los bollos de coscarón, las rosquillas de ángel, los empiñonados de Villardeciervos, las bellotas de la Concepción. Por regla general, las pastas son abundantes en las celebraciones sociales.
Benavente cuenta con una repostería tradicional en el que destacan los feos, las rosquillas de trancalapuerta, los bollos de coscarón y las rosquillas del ramo. Afamados son también sus dulces conventuales, con productos de antigua tradición como son las rosquillas de ángel y la tarta del Císter. De notable renombre son también algunos de los productos de pastelería de los obradores benaventanos, entre ellos las conocidas bombas, los borrachos, las rosquillas de baño, los bernardinos o las mártires.
En Toro son famosos los melocotones en vino, los cermeños, los perucos y las guindas garrafales. Además, en esta localidad se reparte el "bizcochón" en las praderas cercanas a la ermita de Santa María de la Vega.

## Bebidas
En el terreno de las bebidas alcohólicas era muy habitual en el siglo xix la elaboración casera de aguardientes. Sobre todo en poblaciones zamoranas como Vezdemarbán y Moraleja del Vino. Muy renombrado es el aceite de anís de Puga.

### Vinos

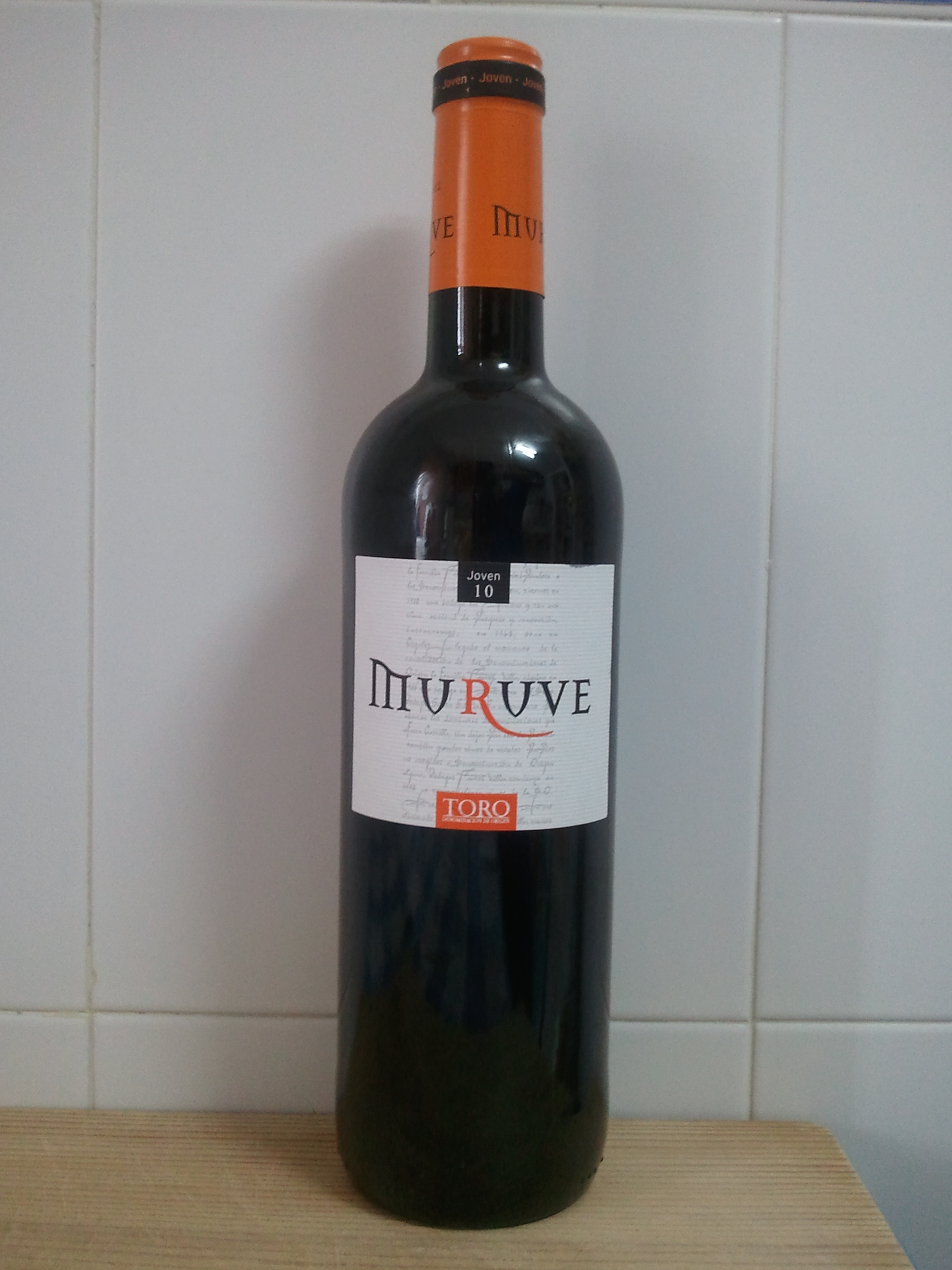
Un Toro joven de Muruve.

Los vinos de Zamora son ampliamente reconocidos en el panorama de vinos españoles e incluso en el internacional. Algunos de ellos son producidos en zonas vitivinícolas en las que su tradición histórica se ha visto protegida por una denominación de origen, como son las existente en Arribes, Tierra del Vino de Zamora y Toro. También existe en la provincia una indicación geográfica con derecho a la mención de vino de calidad, utilizada para designar los vinos de los Valles de Benavente. Los vinos de la provincia se caracterizan por su alta graduación alcohólica y su recio sabor, siendo ideales para acompañar cualquier plato, ya sea de carne, pescado o verduras. 
La provincia de Zamora cuenta con una amplia y antigua tradición vitivinícola, ya mencionada por Ptolomeo, como es en el caso de Toro, por entonces bajo el nombre de "Arbucala". Incluso Colón en su primer viaje a América llevó unos bocoyes de vino de Toro en los almacenes de sus naves. La tradición vitivinicultora se ve reflejada en la existencia de variedades de uvas viníferas autóctonas, como es el caso de la tinta de toro o la Juan García, esta última de Arribes.
Los vinos más conocidos son los de la ciudad de Toro, con famosas bodegas como Numanthia, Valbusenda, Divina Proporción o Dominio del Bendito. Pero existen otras localidades zamoranas que producen vinos de calidad como es el caso de Benavente, Fermoselle y Morales de Toro, entre otros. Muchas de ellos envejecen en bodegas excavadas en la tierra e incluso en la propia roca.